# Jeremy Orellana
Jeremy Alexis Orellana Meza (Copiapó, Chile, 27 de julio de 2000) es un futbolista chileno. Se desempeña como defensa central y actualmente milita en Deportes Copiapó de la Primera División de Chile.

## Trayectoria
Hizo su debut oficial como profesional en Deportes Copiapó el día 1 de junio de 2019, en un encuentro válido por Primera B de Chile 2019 ante Magallanes, en el cual el elenco copiapino perdió 3-0 de visita.

## Clubes
| Club             | País  | Año       |
| ---------------- | ----- | --------- |
| Deportes Copiapó | Chile | 2019-Act. |